# DFB-Pokal 1963
DFB-Pokalsieger 1963 war der Hamburger SV. Das Finale fand am 14. August 1963 in Hannover statt. Finalgegner Borussia Dortmund galt als Favorit, da Dortmund erst am 29. Juni 1963 Deutscher Meister durch ein 3:1 im Finale gegen den 1. FC Köln geworden war. Am 24. August, also 10 Tage später, startete die erste Bundesliga-Saison 1963/64. Titelverteidiger Nürnberg schied bereits im Achtelfinale aus.

## Achtelfinale
| Datum         |                   | Ergebnis  |                             |
| ------------- | ----------------- | --------- | --------------------------- |
| So 09.06.1963 | KSV Hessen Kassel | 2:2 n. V. | Wuppertaler SV              |
| So 23.06.1963 | 1. FC Saarbrücken | 3:0       | VfL Wolfsburg               |
| Fr 28.06.1963 | Concordia Hamburg | 1:3       | SC Tasmania 1900 Berlin     |
| So 30.06.1963 | FC Bayern Hof     | 2:5       | Hamburger SV                |
| So 30.06.1963 | Werder Bremen     | 14:3 1    | VfB Lohberg                 |
| Sa 27.07.1963 | 1. FC Nürnberg    | 1:2       | Borussia Neunkirchen        |
| Sa 27.07.1963 | Borussia Dortmund | 4:2       | Sportfreunde 05 Saarbrücken |
| So 28.07.1963 | TSV 1860 München  | 3:2       | FC Schalke 04               |

### Wiederholungsspiel
| Datum         |                | Ergebnis |                   |
| ------------- | -------------- | -------- | ----------------- |
| Sa 27.07.1963 | Wuppertaler SV | 3:0      | KSV Hessen Kassel |

## Viertelfinale
| Datum         |                   | Ergebnis |                      |
| ------------- | ----------------- | -------- | -------------------- |
| Mi 31.07.1963 | Borussia Dortmund | 3:1      | 1860 München         |
| Mi 31.07.1963 | Hamburger SV      | 1:0      | 1. FC Saarbrücken    |
| Mi 31.07.1963 | Wuppertaler SV    | 1:0      | Borussia Neunkirchen |
| Mi 31.07.1963 | Werder Bremen     | 11:0 2   | Tasmania 1900 Berlin |

## Halbfinale
| Datum         |                   | Ergebnis |               |
| ------------- | ----------------- | -------- | ------------- |
| Mi 07.08.1963 | Wuppertaler SV    | 0:1      | Hamburger SV  |
| Mi 07.08.1963 | Borussia Dortmund | 2:0      | Werder Bremen |

## Finale
| Paarung           | Borussia Dortmund – Hamburger SV |
| Ergebnis          | 0:3 (0:2) |
| Datum             | Mittwoch, 14. August 1963 um 17:30 Uhr |
| Stadion           | Niedersachsenstadion, Hannover |
| Zuschauer         | 68.000 |
| Schiedsrichter    | Rudolf Kreitlein (Stuttgart) |
| Tore              | 0:1 Uwe Seeler (31.) 0:2 Uwe Seeler (33.) 0:3 Uwe Seeler (84.) |
| Borussia Dortmund | Bernhard Wessel, Wilhelm Burgsmüller, Lothar Geisler, Dieter Kurrat, Wilhelm Sturm, Helmut Bracht, Reinhold Wosab, Aki Schmidt, Franz Brungs, Burghard Rylewicz, Gerhard Cyliax Cheftrainer: Hermann Eppenhoff |
| Hamburger SV      | Horst Schnoor, Gerhard Krug, Jürgen Kurbjuhn, Willi Giesemann, Hubert Stapelfeldt, Dieter Seeler, Fritz Boyens, Peter Wulf, Uwe Seeler, Ernst Kreuz, Gert Dörfel Cheftrainer: Martin Wilke                     |